# Matilda's Legacy
Matilda's Legacy é um curta-metragem mudo norte-americano de 1915, do gênero comédia, com o ator cômico Oliver Hardy.

## Elenco
- Mae Hotely - Matilda Honeysuckle
- Ed Lawrence - Seth Perkins
- Jerold T. Hevener - Si Dewberry
- Oliver Hardy -  Waite